# Stare Juchy
Stare Juchy (Alt Jucha fino al 1938, Fließdorf dal 1938 al 1945) è un comune rurale polacco del distretto di Ełk, nel voivodato della Varmia-Masuria.
Ricopre una superficie di 196,55 km² e nel 2004 contava 4 023 abitanti.
Comunità urbane e rurali:
| - Bałamutowo (Ballamutowen, 1934-1945: Giersfelde) - Czerwonka (Czerwonken, 1934-1945: Rotbach) - Dobra Wola (Dobrowolla, 1935-1945: Willenheim) - Gorło (Gorlen, 1938-1945: Aulacken) - Gorłówko (Gorlowken, 1938-1945: Gorlau) - Grabnik (Grabnick) - Jeziorowskie (Jesziorowsken, 1926-1945: Seedorf) - Kałtki (Kaltken, 1938-1945: Kalthagen) - Królowa Wola (Krolowolla, 1926-1945: Königswalde) - Laśmiady - Liski (Lysken, 1938-1945: Lisken) - Nowe Krzywe (Klein Krzywen, 1929-1945: Grünsee) - Olszewo (Olschöwen, 1938-1945: Frauenfließ) | - Orzechowo (Orzechowen, 1924-1945: Nußberg) - Ostrów - Panistruga (Panistrugga, 1927-1945: Herrnbach) - Płowce (Plowczen, 1938-1945: Plötzendorf) - Rogale (Rogallen) - Rogalik - Sikory Juskie (Schikorren, 1927-1945: Wellheim) - Skomack Wielki (Skomatzko, 1938-1945: Dippelsee) - Stare Juchy (Jucha, 1938-1945: Fließdorf) - Stare Krzywe (Alt Krzywen, 1936-1945: Alt Kriewen) - Szczecinowo (Sczeczinowen, 1925-1945: Steinberg) - Zawady Ełckie (Sawadden, 1938-1945: Auglitten) |